# Richard Grüneberg

Richard Grüneberg

Richard Grüneberg  (* 16. November 1862 in Kalk, jetzt Köln; † 9. Dezember 1926 in Köln) war ein deutscher Industrieller der Chemieindustrie, Teilhaber der Firma Vorster & Grüneberg und Geschäftsführer der Chemischen Fabrik Kalk GmbH in Köln.

## Leben
Als zweiter Sohn des Chemikers und Unternehmers Hermann Grüneberg besuchte er die evangelische Volksschule in Kalk und das Friedrich-Wilhelm-Gymnasium in Köln. Er studierte in Darmstadt und arbeitete nach dem Militärdienst im hessischen Leibdragonerregiment als Volontär im Laboratorium Dr. Fresenius in Wiesbaden, bei August Wilhelm von Hofmann in Berlin und bei Professor Georg Lunge in Zürich. Es folgten Auslandsaufenthalte in Großbritannien und Südfrankreich.
Am 1. April 1891 trat Richard Grüneberg als Teilhaber in die Firma Vorster & Grüneberg ein. Nach der Umwandlung dieser Firma in die Chemische Fabrik Kalk GmbH übernahm er neben Julius Vorster jr. und Fritz Vorster als dritter Geschäftsführer die Leitung der Ammoniakfabriken des Unternehmens. Als weitsichtiger Unternehmer erkannte er die Notwendigkeit, den Produktionsbetrieb aus der Mitte des Ortes Kalk an den Rhein zu verlegen. Zur Vorbereitung dieser Maßnahme erwarb er bei Godorf am Rhein die landwirtschaftlichen Flächen des Mühlenhofs.
In der Voraussicht, dass der Energiebedarf des Chemiewerks gesichert werden sollte, gründeten die Brüder Richard und Friedrich Grüneberg die Gewerkschaft Grüneberg, die im Rheinischen Braunkohlerevier die Brikettfabrik „Maria Glück“ bei Brühl betrieb.
Richard Grüneberg konnte sich mit seinen Ideen nicht durchsetzen. Unter dem Eindruck der Inflation nach dem Ersten Weltkrieg und der Zerstörung des Werks im Zweiten Weltkrieg unterblieb die Betriebsverlagerung. Den Godorfer Hafen erwarb die Köln-Bonner Eisenbahn, auf den Flächen des 1957 verkauften Mühlenhofs baute die Deutsche Shell AG die Behälter ihrer Raffinerie. Die alte Godorfer Mühle und die Hofgebäude wurden zu einem Hotel umgebaut. Aus der Gewerkschaft Grüneberg wurde die Gewerkschaft Maria Glück, deren Brikettfabrik noch bis 1930 arbeitete, bis sie von der Roddergrube und später von RWE übernommen wurde.
Zum 50. Jubiläum der Chemischen Fabrik Kalk stiftete Richard Grüneberg 1908 seiner Vaterstadt Kalk den Schmuckbrunnen auf dem Platz vor dem Postamt, der im Zweiten Weltkrieg durch Bomben zerstört wurde.
Richard Grüneberg, an den die Grünebergstraße in Brühl erinnert, starb 1926 und wurde in der Familiengruft auf dem Kölner Melaten-Friedhof beigesetzt.

## Weblink
- Webseite über das Lebenswerk und den Nachlass des Firmengründers Hermann Julius Grüneberg